# بلومر (ویسکانسین)
بلومر، ویسکانسین  (به انگلیسی: Bloomer) شهری در شهرستان چیپیوا ایالت ویسکانسین است که در سال ۱۹۲۰ بنیان‌گذاری شده‌است. این شهر طبق سرشماری سال ۲۰۱۰ میلادی ۳٬۵۳۹ نفر جمعیت داشته‌است.